# Jörg Bauser
Jörg Bauser (* 30. Januar 1928 in Stuttgart; † 24. Juli 2017) war ein deutscher Jurist.

## Leben
Bauser legte 1953 an der Rechts- und wirtschaftswissenschaftlichen Fakultät der Universität Tübingen seine Promotionsschrift vor. Er wurde 1961 zum Landgerichtsrat und 1971 zum Landgerichtsdirektor ernannt. Von 1984 bis 1993 war er Präsident des Landgerichts Heilbronn.
Ehrenamtlich übernahm er von 1992 bis 1993 das Amt des Vorsitzenden der Kreisverkehrswacht Heilbronn. Bis 2002 war er Vorsitzender des Bewährungshilfevereins Jugendhilfe Unterland e. V.

## Ehrungen
- 1994: Großes Verdienstkreuz der Bundesrepublik Deutschland

## Schriften
- Die Rechtsformen der gemeindlichen Gaswirtschaft und die staatliche Energieaufsicht, Tübingen, Diss. v. 20. Juli 1953